# Dinoderus gardneri
Dinoderus gardneri är en skalbaggsart som beskrevs av Pierre Lesne 1933. Dinoderus gardneri ingår i släktet Dinoderus och familjen kapuschongbaggar. Inga underarter finns listade i Catalogue of Life.